# رافوليزوماب
رافوليزوماب (Ravulizumab)، الذي يُباع تحت الاسم التجاري Ultomiris، هو دواء يستخدم لعلاج بيلة الهيموجلوبين الليلية الانتيابية (PNH) ومتلازمة انحلال الدم اليوريمية اللانمطي. يعطى عن طريق الحقن التدريجي في الوريد. تمت الموافقة على استخدام رافوليزوماب طبيًا في الولايات المتحدة في عام 2018 و أوروبا في عام 2019.   في الولايات المتحدة تبلغ التكلفة حوالي 460 ألف دولار أمريكي سنويًا اعتبارًا من عام 2019.

## الآثار الجانبية
تشمل الآثار الجانبية الشائعة له ما يلي: عدوى الجهاز التنفسي العلوي و الإسهال و الحمى و الغثيان و الصداع. قد تشمل الآثار الجانبية الأخرى أيضا: عدوى المكورات السحائية. في حين أنه لا يوجد أي ضرر واضح أثناء الحمل، إلا أن هذا الاستخدام لم تتم دراسته بشكل جيد. وهو جسم مضاد وحيد النسيلة يرتبط ويمنع نشاط المكون التكميلي 5 (C5).